# Mycena alexandri
Mycena alexandri är en svampart som beskrevs av Singer 1962. Enligt Catalogue of Life ingår Mycena alexandri i släktet Mycena,  och familjen Mycenaceae, men enligt Dyntaxa är tillhörigheten istället släktet Mycena,  och familjen Favolaschiaceae. Artens status i Sverige är: Ej påträffad. Inga underarter finns listade i Catalogue of Life.